# (3225) Hoag
(3225) Hoag (1982 QQ; 1977 RN7; 1977 SY2) ist ein ungefähr sechs Kilometer großer Asteroid des inneren Hauptgürtels, der am 20. August 1982 vom US-amerikanischen Astronomenehepaar Eugene und Carolyn Shoemaker am Palomar-Observatorium am Palomar Mountain etwa 80 Kilometer nordöstlich von San Diego (IAU-Code 675) entdeckt wurde.

## Benennung
(3225) Hoag wurde nach dem US-amerikanischen Astronomen Arthur Allen Hoag (1921–1999) benannt, der ab 1977 Direktor des Lowell-Observatoriums war. Er ist für seine Arbeiten zur photoelektrischen und fotografischen Photometrie bekannt. Die Benennung wurde von den US-amerikanischen Astronomen Edward L. G. Bowell und Werner A. Baum unterstützt.